# Jan Stejskal (ekonom)
Jan Stejskal – Johan (* 1980 Moravská Třebová) je český ekonom, vysokoškolský učitel a skaut, od roku 2020 děkan Fakulty ekonomicko-správní Univerzity Pardubice (FES UPCE).  

## Životopis
Narodil se v roce 1980 v Moravské Třebové. V mládí ve městě absolvoval základní školu, dále absolvoval studium obchodní akademie v Mohelnici. Po maturitě začal v roce 1999 studovat veřejnou ekonomiku a správu na Fakultě ekonomicko-správní Univerzity Pardubice. V roce 2002 v oboru získal bakalářský titul, v roce 2004 navíc získal magisterský titul v oboru ekonomika veřejného sektoru. V letech 2004 až 2007 dále absolvoval doktorské studium oboru regionální a veřejná ekonomie. Od roku 2006 je na FES UPCE zaměstnán, konkrétně jako pracovník Ústavu ekonomických věd FES UPCE. Po absolvování doktorského studia navíc působil i jako odborný lektor a vedoucí ekonomicko-daňové poradny. V letech 2019 až 2022 se angažoval na Ekonomicko-správní fakultě Masarykovy univerzity v Brně.
V roce 2013 se habilitoval na Univerzitě Mateja Bela v Banskej Bystrici, v roce 2020 na téže univerzitě získal také profesorský titul. V lednu 2020 se ujal funkce děkana FES UPCE. Funkci poté v říjnu 2023 obhájil i pro další volební období trvajícího do prosince 2027. V roce 2024 byl navíc jmenován profesorem pro obor regionální a sociální rozvoj na České zemědělské univerzitě v Praze.
V rámci své odborné činnosti se zabývá veřejnou ekonomií, regionální ekonomií, problematikou efektivnosti či kolektivní spotřeby. Jan Stejskal má jednoho bratra, Martina Stejskala. Již od roku 1990 se angažuje ve skautské organizaci Junák, u které působil v letech 2000 až 2011 jako její hlavní metodik, v roce 2004 se navíc stal předsedou krajské rady organizace v Pardubickém kraji. Do roku 2020 byl členem Rozhodčí a smírčí rady Junáka (RSRJ), v letech 2020–2024 byl předsedou Ústřední revizní komise Junáka (ÚRKJ). Je vůdcem lesní školy Stříbrná řeka, instruktorskou kvalifikaci získal na lesní škole Gemini.